# Вега (футбольний клуб)
«Вега» — футбольний клуб, заснований в Одесі в 1912 році. У тому ж році клуб увійшов до складу Одеської футбольної ліги.

## Історія
Футбольний клуб створений за особистою ініціативою та підтримкою секретаря Одеської футбольної ліги Джона Герда. Засновники: англійсько-підданий Джон Джеймсович Герд, інженер-електрик Валентин Олександрович Крижановський та син, який закінчив курс юридичних наук Олександр Габрієлевич Лівшиць.
До складу комітету увійшли: голова — Ісаак Тарнопіль, секретар — Олександр Лівшиць. Гурток культивував низку спортивних ігор: футбол, хокей, лаун-теніс, лапту, городки, легку атлетику, гімнастичні вправи, ковзани та лижі.
Жовтнева революція та Громадянська війна завадили «Везі» встановити унікальне досягнення — здобути Кубок Джекобса, Кубок Герда та Кубок Окша-Оржеховського протягом одного сезону. Проте доля повернула команді борг: у 1919 році «Вега» увійшла в історію як перший чемпіон радянської Одеси.
Клуб припинив існування у 30-ті роки

## Членство
Членами гуртка могли бути всі охочі, окрім неповнолітніх учнів середньої та нижчої шкіл, а також тих, хто перебував на дійсній службі нижніх чинів, юнкерів та професіоналів-футболістів, які грали за команду клубу в чемпіонаті ОФЛ.

## Досягнення
- У дебютному чемпіонаті Одеси команда посіла 5-е місце, під час першості сенсаційно обігравши одного з фаворитів — «Спортінг-Клуб». Через рік команда повторила результат: стала п'ятою у чемпіонаті та створила ще одну сенсацію, обігравши «О. Б. А. До.», цим дозволивши «Ш. К.» вперше випередити англійців у підсумковій турнірній таблиці.

- У сезоні-1913/14 «Вега» змінила статус, ставши одним з претендентів на медалі, два роки поспіль входила до трійки найкращих команд ОФО, а в сезоні-1915/16 виборола титул віце-чемпіона Одеси.
- «Вега» є рекордсменом за кількістю перемог у 3-й категорії Одеської футбольної ліги (4), що дало їй право здобути Кубок Окша-Оржеховського у власність.
- Чемпіон Одеси 1919
- Власник Щіта А. А. Боханова 1915, 1916, 1917
- Володар Кубка Герда 1918
- Володар Кубка Окша-Оржеховського 1913, 1915, 1916, 1917